# Route nationale 470
Pour les articles homonymes, voir Route 470.

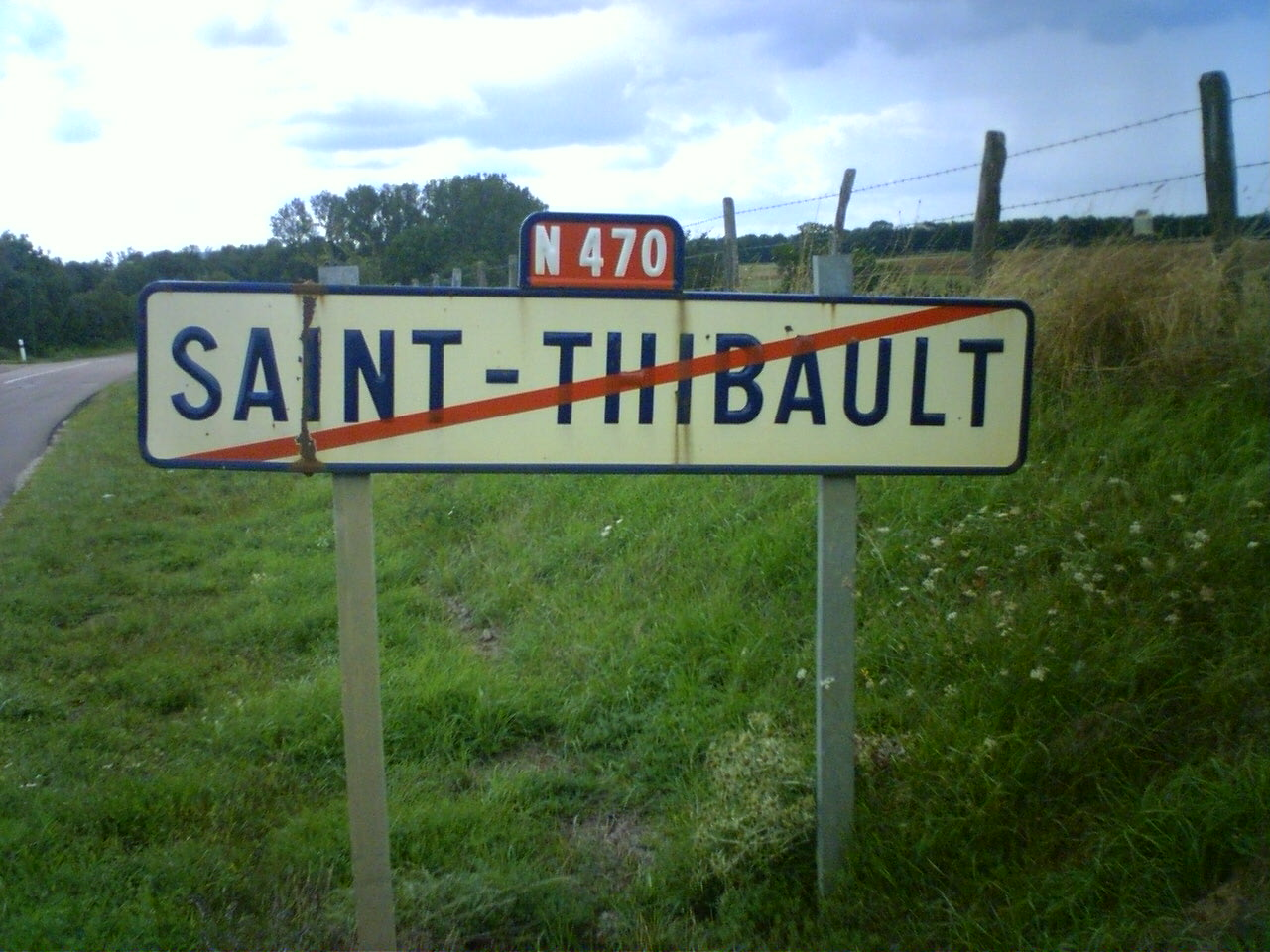
Ancien panneau de la N 470 (sortie de Saint-Thibault)

La route nationale française 470, ou RN 470, est une route nationale française reliant Semur-en-Auxois à Lavans-lès-Saint-Claude. À la suite de la réforme de 1972, la RN 470 a été déclassée en RD 970 en Côte-d'Or et en Saône-et-Loire et RD 470 dans le Jura.

## Ancien tracé de Semur-en-Auxois à Beaune (D 970)
- Semur-en-Auxois (km 0)
- Saint-Euphrône (km 3)
- Villeneuve-sous-Charigny (km 7)
- Saint-Thibault (km 18)
- Pouilly-en-Auxois (km 32)
- Sainte-Sabine (km 41)
- Bligny-sur-Ouche (km 53)
- Lusigny-sur-Ouche (km 55)
- Bouze-lès-Beaune (km 65)
- Beaune (km 72)

## Ancien tracé de Beaune à Courlans (D 970, D 470)
- Sainte-Marie-la-Blanche (km 79)
- Géanges, commune de Saint-Loup-Géanges (km 82)
- Saint-Loup-de-la-Salle, commune de Saint-Loup-Géanges
- Allerey-sur-Saône (km 90)
- Verdun-sur-le-Doubs (km 94)
- Ciel (km 96)
- Saint-Didier-en-Bresse (km 101)
- Mervans (km 112)
- Saint-Germain-du-Bois (km 119)
- Sens-sur-Seille (km 125)
- Le Tartre D 470 (km 129)
- Bletterans (km 135)
- Villevieux (km 137)
- Courlans (km 145)

La route faisait ensuite tronc commun avec la RN 78

## Ancien tracé de Poids-de-Fiole à Lavans-lès-St-Claude (D 470)
- Poids-de-Fiole (km 162)
- Dompierre-sur-Mont (km 167)
- Orgelet (km 171)
- La Tour-du-Meix (km 176)
- Pont de la Pyle
- Charchilla (km 186)
- Villards-d'Héria (km 193)
- Viaduc de Villards-d'Héria
- Lavans-lès-Saint-Claude (km 201)